# Jeleń (województwo kujawsko-pomorskie)
Jeleń – wieś w Polsce położona w województwie kujawsko-pomorskim, w powiecie sępoleńskim, w gminie Więcbork. Wieś położona przy jeziorze Ostrowo.
W latach 1975–1998 miejscowość administracyjnie należała do województwa bydgoskiego. Według Narodowego Spisu Powszechnego (III 2011 r.) liczyła 172 mieszkańców. Jest dwunastą co do wielkości miejscowością gminy Więcbork.